# Lancelot Andrewes
Lancelot Andrewes (1555 - 25 de setembro de 1626) foi um bispo e erudito inglês, que ocupou altos cargos na Igreja da Inglaterra durante os reinados da Rainha Elizabeth I e do Rei James I. Durante o reinado deste último, Andrewes serviu sucessivamente como Bispo de Chichester, Ely e Winchester e supervisionou a tradução da Versão Autorizada (ou King James Version) da Bíblia. Na Igreja da Inglaterra, seu dia é comemorado em 25 de setembro com o Lesser Festival.